# Paavo
Paavo är ett finskt mansnamn, en finsk variant av namnet Paulus, som betyder den lille 
Namnet har ingen namnsdag i den svenska almanackan, men 720 män bar förnamnet Paavo i Sverige 2011.

## Personer med namnet Paavo
- Paavo Arhinmäki, finländsk politiker
- Paavo Haavikko, finländsk författare, poet och dramatiker
- Paavo Kerovaara, svensk-finländsk konstnär och tandtekniker
- Paavo Kortekangas, finländsk biskop
- Paavo Lipponen, finländsk politiker
- Paavo Nurmi, finländsk idrottare
- Paavo Paalu, finländsk militär
- Paavo Puurunen, finländsk skidskytt
- Paavo Raivonen, finländsk musiker
- Paavo Ruotsalainen, finländsk väckelseledare
- Paavo Väyrynen, finländsk politiker